# Fiji i olympiska sommarspelen 1984
Fiji deltog i de olympiska sommarspelen 1984 med en trupp bestående av 14 deltagare, men ingen av landets deltagare erövrade någon medalj.

## Cykling
Damernas linjelopp
- Kathlyn Ragg → 32:a plats

## Friidrott
Herrarnas 400 meter
- Joseph Rodan
  - Heat — 49,00 (→ gick inte vidare)

Herrarnas tiokamp
- Albert Miller
  - Slutligt resultat — 5076 poäng (→ 26:e och sista plats)

Damernas 100 meter
- Miriama Tuisorisori
  - Heat — 13,04 (→ gick inte vidare)

## Segling
- Tony Philp